# Gulferius de Lastours
 (juin 2019).
Gulferius de Lastours, ou Gouffier Ier de Lastours (à ne pas confondre avec Gouffier II de Lastours), est le premier membre connu de la famille de Lastours, ainsi qu'un membre de la noblesse limousine.

## Biographie
Gulferius de Lastours est le premier ascendant connu de la prestigieuse famille de Lastours. D'abord nommé Gulferius de Turibus, il est cité trois fois (957, 962 et 988) en tant que compagnon d'un certain Archambaud Ier, ce qui nous permet d'établir une date de début pour la famille de Lastours. Archambaud Ier († après 992) était le second vicomte de Comborn, surnommé « le Boucher » ou « Jambe pourrie. » Lors du règne d'Otton Ier à la tête du Saint-Empire germanique (936-973), ils ont défendu ensemble l'impératrice germanique accusée d'adultère. Les deux hommes étaient si proches que l'on appelait souvent l'un par le prénom de l'autre.
Marié vers 970, Gulferius eut un premier fils du nom de Guy de Lastours, ainsi qu’un second appelé Boson de Lastours, cité entre 994 et 997.